# Bistum Ilhéus
Das Bistum Ilhéus (lateinisch Dioecesis Ilheosensis, portugiesisch Diocese de Ilhéus) ist eine in Brasilien gelegene römisch-katholische Diözese mit Sitz in Ilhéus im Bundesstaat Bahia.

## Geschichte
Das Bistum Ilhéus wurde am 20. Oktober 1913 durch Papst Pius X. aus Gebietsabtretungen des Erzbistums São Salvador da Bahia errichtet und diesem als Suffraganbistum unterstellt. Am 21. Juli 1962 gab das Bistum Ilhéus Teile seines Territoriums zur Gründung des Bistums Caravelas ab. Eine weitere Gebietsabtretung erfolgte am 7. November 1978 zur Gründung des Bistums Itabuna.

## Bischöfe von Ilhéus
- Manoel Antônio de Paiva, 1915–1929, dann Bischof von Garanhuns
- Eduardo José Herberhold OFM, 1931–1939
- Felipe Benito Condurú Pacheco, 1941–1946, dann Bischof von Parnaíba
- Benedito Zorzi, 1946–1952, dann Bischof von Caxias
- João Resende Costa SDB, 1953–1957, dann Koadjutorerzbischof von Belo Horizonte
- Caetano Antônio Lima dos Santos OFMCap, 1958–1969
- Roberto Pinarello de Almeida, 1970–1971
- Valfredo Bernardo Tepe OFM, 1971–1995
- Mauro Montagnoli CSS, 1995–2021
- Giovanni Crippa IMC, seit 2021